# Symphygas nephaula
Symphygas nephaula är en fjärilsart som beskrevs av Edward Meyrick 1910. Symphygas nephaula ingår i släktet Symphygas och familjen vecklare. Inga underarter finns listade i Catalogue of Life.